# Los Angeles Memorial Sports Arena
Los Angeles Memorial Sports Arena foi uma arena multiuso, localizada na cidade de Los Angeles, Estados Unidos, dentro do 'Parque de Exposições' da cidade. A arena ficava ao lado do estádio Los Angeles Memorial Coliseum.

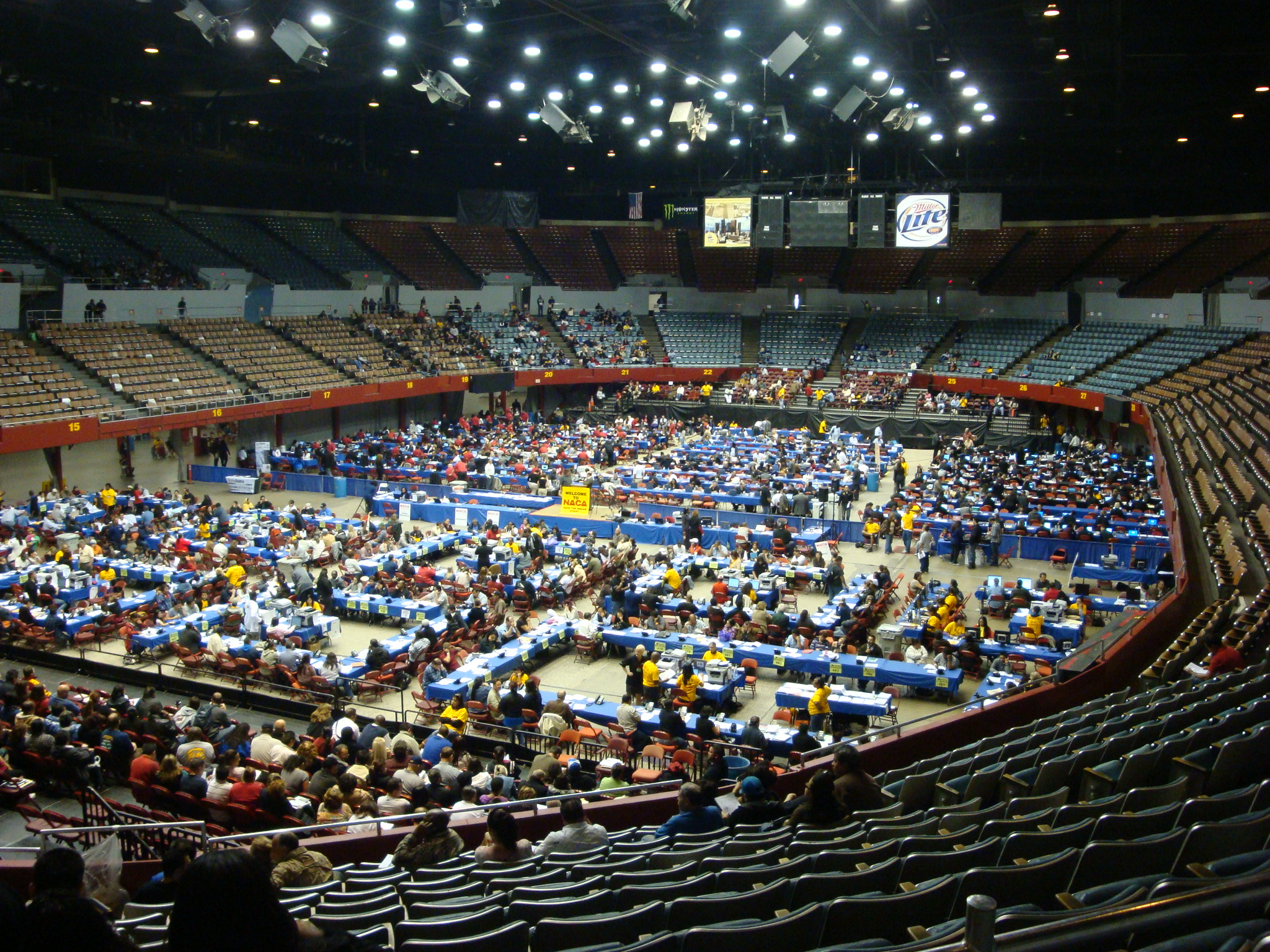
Interior da arena.

Em novembro de 1988 e em janeiro de 1989, o local recebeu, no total, 6 mega-concertos do megapopstar Michael Jackson, durante a sua Bad World Tour.
Em 07 de Abril de 1986 recebeu o WrestleMania 2, e em 24 de Março de 1991 o WrestleMania VII, ambos produzidos pela WWF (World Wrestling Federation).
Em 2016, a arena foi demolida para a construção do Banc of California Stadium, estádio do Los Angeles Football Club.